# Conference Carolinas 2020 (pallavolo maschile)
La Conference Carolinas 2020 si è svolta dal 21 gennaio all'11 marzo 2020: al torneo hanno partecipato 9 squadre universitarie statunitensi e la vittoria finale non è stata assegnata ad alcuna squadra a seguito dell'interruzione del campionato a causa della pandemia di COVID-19.

## Regolamento
Era prevista una stagione regolare che vedeva le nove formazioni impegnate nella conference affrontarsi due volte tra loro, per un totale di sedici incontri ciascuna; parallelamente venivano disputati anche degli incontri extra-conference contro formazioni appartenenti ad altre conference o non affiliate ad alcuna di esse, dando vita a due classifiche separate una relativa alla Conference Carolinas ed una totale.
- Le prime otto classificate nella classifica della Conference Carolinas avrebbero dovuto accedere al torneo di conference, dove sarebbero state accoppiate col metodo della serpentina e avrebbero affrontato quarti di finale, semifinali e finale in gara secca;
- La squadra vincitrice del torneo di conference, in virtù della vittoria, avrebbe ottenuto automaticamente il diritto di partecipare alla Final 7 NCAA, mentre le formazioni uscite sconfitte avrebbero potuto essere ripescate sulla base della classifica totale, che assegnava attraverso un bye gli ultimi due posti disponibili in Final 7.

A seguito del diffondersi negli Stati Uniti della pandemia di COVID-19, il 12 marzo 2020 la NCAA ha cancellato tutti gli sport invernali e primaverili. Il 6 aprile 2020 la Conference Carolinas ha annunciato i riconoscimenti individuali della stagione: non stati tuttavia assegnati tutti i premi solitamente in palio, ma solo quelli di Offensive player of the Year e Defensive player of the Year, mentre le tre squadre All-Conference Carolinas sono state sostituite da un'unica squadra interamente composta da senior.

## Squadre partecipanti
| Club             | Nickname     | Stagione | Città            | Impianto               | Stagione precedente                                                                  |
| ---------------- | ------------ | -------- | ---------------- | ---------------------- | ------------------------------------------------------------------------------------ |
| Barton           | Bulldogs     | Dettagli | Wilson           | Wilson Gymnasium       | 1ª in Conference Carolinas, Vincitrice di conference; Primo turno in NCAA Division I |
| Belmont Abbey    | Crusaders    | Dettagli | Belmont          | Wheeler Center         | 3ª in Conference Carolinas, Quarti di finale al torneo di conference                 |
| Emmanuel         | Lions        | Dettagli | Franklin Springs | Shaw Athletic Center   | 7ª in Conference Carolinas, Quarti di finale al torneo di conference                 |
| Erskine          | Flying Fleet | Dettagli | Due West         | Belk Arena             | 8ª in Conference Carolinas, Quarti di finale al torneo di conference                 |
| King             | Tornado      | Dettagli | Bristol          | Student Center Complex | 1ª in Conference Carolinas, Finale al torneo di conference                           |
| Lees-McRae       | Bobcats      | Dettagli | Banner Elk       | Williams Gymnasium     | 9ª in Conference Carolinas                                                           |
| Limestone        | Saints       | Dettagli | Gaffney          | Timken Center          | 5ª in Conference Carolinas, Semifinali al torneo di conference                       |
| Mount Olive      | Trojans      | Dettagli | Mount Olive      | Kornegay Arena         | 4ª in Conference Carolinas, Quarti di finale al torneo di conference                 |
| North Greenville | Crusaders    | Dettagli | Tigerville       | Hayes Gymnasium        | 5ª in Conference Carolinas, Semifinali al torneo di conference                       |

## Campionato

### Regular season

#### Classifica
| Pos. | Squadra          | Conference | Conference | Conference | Conference | Overall | Overall | Overall | Overall |
| Pos. | Squadra          | Pt         | G          | V          | P          | Pt      | G       | V       | P       |
| ---- | ---------------- | ---------- | ---------- | ---------- | ---------- | ------- | ------- | ------- | ------- |
| 1.   | Barton           | .1000      | 8          | 8          | 0          | .867    | 15      | 13      | 2       |
| 2.   | Mount Olive      | .778       | 9          | 7          | 2          | .632    | 19      | 12      | 7       |
| 3.   | King             | .625       | 8          | 5          | 3          | .500    | 18      | 9       | 9       |
| 4.   | Limestone        | .556       | 9          | 5          | 4          | .722    | 18      | 13      | 5       |
| 5.   | North Greenville | .500       | 8          | 4          | 4          | .526    | 19      | 10      | 9       |
| 5.   | Belmont Abbey    | .500       | 10         | 5          | 5          | .444    | 18      | 8       | 10      |
| 7.   | Emmanuel         | .333       | 9          | 3          | 6          | .294    | 17      | 5       | 12      |
| 8.   | Lees-McRae       | .125       | 8          | 1          | 7          | .200    | 15      | 3       | 12      |
| 9.   | Erskine          | .111       | 9          | 1          | 8          | .286    | 14      | 4       | 10      |

## Premi individuali
| Premio                             | Giocatrice                      | Squadra              |
| ---------------------------------- | ------------------------------- | -------------------- |
| Offensive player of the Year       | Aggelos Mandīlarīs Liam Maxwell | Barton Belmont Abbey |
| Defensive player of the Year       | Michał Podgórzak                | Limestone            |
| All-Conference Carolinas (Seniors) | Óscar Fiorentino                | Barton               |
| All-Conference Carolinas (Seniors) | Ben Kasun                       | Barton               |
| All-Conference Carolinas (Seniors) | Aggelos Mandīlarīs              | Barton               |
| All-Conference Carolinas (Seniors) | Tim Wiese                       | Barton               |
| All-Conference Carolinas (Seniors) | Absalon Williams                | Barton               |
| All-Conference Carolinas (Seniors) | Carter Eck                      | Belmont Abbey        |
| All-Conference Carolinas (Seniors) | Liam Maxwell                    | Belmont Abbey        |
| All-Conference Carolinas (Seniors) | Pierce Pliapol                  | Belmont Abbey        |
| All-Conference Carolinas (Seniors) | Bryce Sullivan                  | Belmont Abbey        |
| All-Conference Carolinas (Seniors) | Aleksa Lakić                    | Emmanuel             |
| All-Conference Carolinas (Seniors) | Don Thompson                    | Emmanuel             |
| All-Conference Carolinas (Seniors) | Alex Zayas                      | Emmanuel             |
| All-Conference Carolinas (Seniors) | Gary Aromin                     | Erskine              |
| All-Conference Carolinas (Seniors) | Griffin Spence                  | Erskine              |
| All-Conference Carolinas (Seniors) | Sean Kohlhase                   | King                 |
| All-Conference Carolinas (Seniors) | Julian Young                    | King                 |
| All-Conference Carolinas (Seniors) | Chris Woolslayer                | Lees-McRae           |
| All-Conference Carolinas (Seniors) | Nash Rauen                      | Lees-McRae           |
| All-Conference Carolinas (Seniors) | Yiğit Erkek                     | Mount Olive          |
| All-Conference Carolinas (Seniors) | Nicolas Laxar                   | Mount Olive          |
| All-Conference Carolinas (Seniors) | Jesiah Orr                      | Mount Olive          |
| All-Conference Carolinas (Seniors) | Shane Yeo                       | Mount Olive          |
| All-Conference Carolinas (Seniors) | Jake Boldog                     | North Greenville     |
| All-Conference Carolinas (Seniors) | Jackson Gilbert                 | North Greenville     |
| All-Conference Carolinas (Seniors) | Ben Hamsho                      | North Greenville     |